# Тіт Ветурій Кальвін
Тіт Ветурій Кальвін (лат. Titus Veturius Calvinus, також Тит Ветурій Кальвін; ? — після 321 до н. е.) — політичний, державний та військовий діяч Римської республіки.

## Життєпис
Походив з патриціанського роду Ветуріїв. Про батьків, молоді роки мало відомо.
У 334 році до н. е. його обрано консулом разом з Спурієм Постумієм Альбіном. Брав участь у війні із сідицинами. Втім самніти прийшли на допомогу останнім, розпочалася Друга Самнітська війна. За наказом сенату разом із колегою обрав диктатора — Публія Корнелія Руфіна.
У 321 році його вдруге обрано консулом знову з Спурієм Постумієм Альбіном. Разом з колегою продовжив війну проти самнітів, але у битві в Кавдинській ущелині зазнав поразки, був оточений ворогом й вимушений здатися. По поверненню до Риму був заарештований за наказом сенату, який не визнав умов миру, укладеного консулами. Тіта Ветурія разом з Альбіном передали самнітам. Втім їхній очільник Гай Понтій відпустив римських консулів. Подальша доля Тіта Ветурія невідома.